# Louis Tregardt
Louis Tregardt (Trichardt, ur. 10 sierpnia 1783 w Oudtshoorn w Kolonii Przylądkowej  – zm. 10 sierpnia 1838 w Lourenço-Marquès w Portugalskiej Afryce Wschodniej) − jeden z przywódców voortrekkerów, na jego cześć nazwano miasto Louis Trichardt.
W 1835 roku Louis Tregardt stanął na czele grupy Burów emigrujących z Kolonii Przylądkowej na północ; razem z innym przywódcą burskim Hansem van Rensburgiem otworzył szlak do Portugalskiej Afryce Wschodniej. Obie grupy osiągnęły pasmo Soutpansberg w 1836 roku, przy czym grupa Tregardta pozostała na miejscu, w pobliżu gór, natomiast Rensburg udał się dalej.
W tym czasie Tregardt porozumiał się z przywódcą plemienia Venda, Ramabulaną, który, według dokumentów, przekazał mu ziemie u stóp Soutpansberg w 1837 roku. W zamian Burowie wspomogli go w walce z bratem, Ramavaagą.
W 1838 roku grupa Tregardta rozpoczęła eksplorację okolicy w poszukiwaniu grupy van Rensburga. W tym celu podjęto siedmiomiesięczną wyprawę do portugalskiego Lourenço-Marquès (obecnie Maputo), która spowodowała śmierć ponad połowy grupy, w tym Tregardta.
W miejscu obozowania grupy Tregardta założone zostało miasto w 1899 roku Louis Trichardt.